# Santa Maria Madalena
Santa Maria Madalena är en kommun i Brasilien.   Den ligger i delstaten Rio de Janeiro, i den sydöstra delen av landet, 900 km sydost om huvudstaden Brasília. Antalet invånare är 10 321.
Omgivningarna runt Santa Maria Madalena är huvudsakligen savann. Runt Santa Maria Madalena är det ganska glesbefolkat, med 36 invånare per kvadratkilometer.